# Emirados Árabes Unidos nos Jogos Olímpicos de Verão de 2008
Os Emirados Árabes Unidos competiram nos Jogos Olímpicos de Verão de 2008, em Pequim, na China.

## Desempenho

### Atletismo
Masculino
| Atletas            | Evento     | Preliminares | Preliminares | Quartas     | Quartas     | Semifinal   | Semifinal   | Final       | Final       |
| Atletas            | Evento     | Marca        | Posição      | Marca       | Posição     | Marca       | Posição     | Marca       | Posição     |
| ------------------ | ---------- | ------------ | ------------ | ----------- | ----------- | ----------- | ----------- | ----------- | ----------- |
| Omar Juma Al-Salfa | 200 metros | 21s00        | 40º          | Não avançou | Não avançou | Não avançou | Não avançou | Não avançou | Não avançou |

### Hipismo
Os Emirados Árabes Unidos tiveram um representante no concurso de saltos individual.
| Latifah Al Maktoum | Kalska de Semilly | Saltos individual | 11 | 61º | 15 | 26 | 54º | Não avançou | Não avançou | Não avançou | Não avançou | Não avançou | Não avançou | Não avançou | Não avançou | Não avançou | Não avançou | Não avançou | Não avançou |

### Judô
Masculino
| Atleta                  | Evento | Preliminares           | Fase de 32                | Fase de 16             | Quartas                | Semifinais             | Repescagem             | Repescagem             | Repescagem             | Final                  | Final       |
| Atleta                  | Evento | Preliminares           | Fase de 32                | Fase de 16             | Quartas                | Semifinais             | 1ª fase                | Quartas                | Semifinais             | Final                  | Final       |
| Atleta                  | Evento | Adversário e resultado | Adversário e resultado    | Adversário e resultado | Adversário e resultado | Adversário e resultado | Adversário e resultado | Adversário e resultado | Adversário e resultado | Adversário e resultado | Pos.        |
| ----------------------- | ------ | ---------------------- | ------------------------- | ---------------------- | ---------------------- | ---------------------- | ---------------------- | ---------------------- | ---------------------- | ---------------------- | ----------- |
| Saeed Rashed Al Qubaisi | -73 kg |                        | RSA M. August D 0000-1000 | Não avançou            | Não avançou            | Não avançou            | Não avançou            | Não avançou            | Não avançou            | Não avançou            | Não avançou |

### Natação
Masculino
| Atleta(s)            | Evento      | Eliminatórias | Eliminatórias | Semifinal   | Semifinal   | Final       | Final       |
| Atleta(s)            | Evento      | Tempo         | Posição       | Tempo       | Posição     | Tempo       | Posição     |
| -------------------- | ----------- | ------------- | ------------- | ----------- | ----------- | ----------- | ----------- |
| Obaid Ahmed Al Jesmi | 100 m livre | 53s29         | 61º           | Não avançou | Não avançou | Não avançou | Não avançou |

### Taekwondo
Feminino
| Atleta            | Evento | Preliminares           | Quartas                | Semifinais             | Repescagem 1ª rodada   | Repescagem 2ª rodada   | Final                  | Posição     |
| Atleta            | Evento | Adversário e resultado | Adversário e resultado | Adversário e resultado | Adversário e resultado | Adversário e resultado | Adversário e resultado | Posição     |
| ----------------- | ------ | ---------------------- | ---------------------- | ---------------------- | ---------------------- | ---------------------- | ---------------------- | ----------- |
| Maitha Al Maktoum | −67kg  | KOR Hwang K-S. D 1-5   |                        |                        | CRO S. Šarić D 0-4     | Não avançou            | Não avançou            | Não avançou |

### Tiro
Masculino
| Atleta           | Evento               | Qualificação | Qualificação | Final       | Final       | Posição |
| Atleta           | Evento               | Placar       | Posição      | Placar      | Total       | Posição |
| ---------------- | -------------------- | ------------ | ------------ | ----------- | ----------- | ------- |
| Saeed Al Maktoum | Skeet                | 114          | 22º          | Não avançou | Não avançou | 22º     |
| Ahmed Al Maktoum | Fossa olímpica       | 110          | 30º          | Não avançou | Não avançou | 30º     |
| Ahmed Al Maktoum | Fossa olímpica dublê | 136          | 7º           | Não avançou | Não avançou | 7º      |

### Vela
Masculino
| Atleta               | Evento | Regata | Regata | Regata | Regata | Regata | Regata | Regata | Regata | Regata | Regata | Regata  | Pontos | Posição |
| Atleta               | Evento | 1      | 2      | 3      | 4      | 5      | 6      | 7      | 8      | 9      | 10     | M       | Pontos | Posição |
| -------------------- | ------ | ------ | ------ | ------ | ------ | ------ | ------ | ------ | ------ | ------ | ------ | ------- | ------ | ------- |
| Adil Khalid Mohammad | Laser  | 38     | 38     | 42     | 43     | 11     | 36     | 42     | 38     | 27     |        | Não av. | 272    | 42º     |

| M   | Regata da Medalha da qual só participam os dez primeiros colocados das regatas anteriores  |  |  | CAN | Regata cancelada |
| BFD | Desclassificado por bandeira preta (Black Flag Disqualified)                               |  |  |     |                  |
| UFD | Desclassificado por bandeira "U" (U Flag Disqualified)                                     |  |  |     |                  |
| OCS | Largada queimada (On the Course Side of the starting line)                                 |  |  |     |                  |
| DNE | Desclassificação sem eliminação (infração a um item do regulamento da prova – Did Not End) |  |  |     |                  |